# Voo Voo
Voo Voo — польський джаз-рок-гурт, заснований у 1985 році.

## Факти з історії колективу
- Склад Voo Voo, протягом часу, багато разів змінювався. Єдиним незмінним учасником є Войцех Ваглевський — вокаліст, гітарист та композитор.
- Колектив став справжньою живою легендою у Польщі. Останніми роками, на місцевих музичних форумах та акціях, Voo Voo регулярно отримають нагороди на кшталт «За вагомий внесок у Польську музику».
- Voo Voo активно співпрацює з іншими музикантами, серед яких є і український гурт Гайдамаки.
- Стиль гурту — це поєднання року, традиційного польського фольку та джазу. На своїх концертах гурт часто влаштовує імпровізації.
- Дискографія гурту налічує біля тридцяти студійних альбомів.

## Склад
- Войцех Ваглевський (пол. Wojciech Waglewski) — гітара, лід-вокал, лірика
- Матеуш Поспешальський (пол. Mateusz Pospieszalski) — саксофон, флейта, кларнет, клавішні, акордіон, вокал.
- Пйотр «Stopa» Жижилевич (пол. Piotr Żyżlewicz) — барабани
- Карім Мартушевич (пол. Karim Martusewicz) — бас-гітара
- Мамаду Діуф (фр. Mamadou Diouf) з Сенегалу — вокал — Співпрацює з колективом з 1994 року.

## Дискографія
| Альбоми - Voo Voo (1986) - Koncert (1987) - Sno-powiązałka (1987) - Małe Wu Wu (1988) - Z środy na czwartek (1989) - Muzyka do filmu Seszele (1990) - Zespół gitar elektrycznych (1991) - Tam tam i tu (1991) - Mimozaika (1991) - Zaćmienie Piątego Słońca (1992) - Łobi jabi (1993) - Koncert w Łodzi (1994) - Zapłacono (1994) - Rapatapa-to-ja (1995) - Flota zjednoczonych sił (1997) - Oov Oov (1998) - Kalejdoskop (1999) - Koncert w Trójce (1999) - Różne piosenki (2000) - Płyta z muzyką (2001) - Płyta (2002) - Muzyka ze słowami (2002) - Voo Voo z kobietami (2003) - Trójdźwięki (2004) - XX Cz.1 (2005) - 21 (2006) - Koncert w Janowcu (2006) - Tischner (2007) - Trójka Live! (2007) - Gwiazdy polskiej muzyki lat 80. (2007) - Małe Wu Wu śpiewa wiersze ks. Jana Twardowskiego (2007) - Samo Voo Voo (2008) - Voo Voo i Haydamaky (2009) Збірники - Radio nieprzemakalnych | Сингли - Wizyta I/Faza II (1985) - Faza III/Faza IV (1985) - Gdy będę miał dzwon (1987) - Czajnik / Posypałka (1994) - Tribute to Eric Clapton/Voo Voo (1995) - Rapatapa-to-ja (1995) - Nie spać / Bisz bosz (1995) - Cudnie (1998) - Wzgórze (1998) - Karnawał - pozytywne myślenie (1998) - Wyluzuj czapkę - Nabroiło się (2000) - Dziury w całym (2001) - Dwójnia (2001) - Zejdź ze mnie (2002) - Be (2002) - Omal nie pękła łepetyna (2002) - Czas pomyka I (2003) - Bo Bóg dokopie (2003) - Nie muszę musieć - Kieszenie pełne słońca - Zbiera mi się (2006) - Bang, Bang (2006) - F-1 (2006) - Uśmiech (2006) - Filozofia dramatu - Kubek (2007) - Jak siebie samego - Wyszła młoda (2009) Інше - Kolędy Pospieszalskich - Matika - Muzyka od środka |